# Мне нравится, что Вы больны не мной…

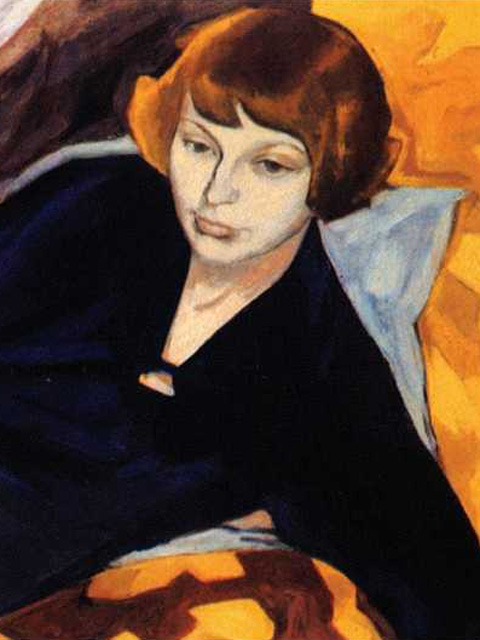
портрет Марины Цветаевой (1913)

«Мне нравится, что Вы больны не мной, мне нравится, что я больна не Вами…» — стихотворение Марины Цветаевой, написанное 3 (16) мая 1915 года. Пример раннего творчества поэтессы. По словам сестры поэтессы, Цветаева посвятила эти строки гражданскому мужу сестры — Маврикию Минцу. Известность получил романс на слова Цветаевой, написанный Микаэлом Таривердиевым и прозвучавший в фильме «Ирония судьбы, или С лёгким паром!», в исполнении Аллы Пугачёвой.

## История создания
В 1980 году сестра поэтессы Анастасия Цветаева рассказала историю создания этого стихотворения. Марина Цветаева посвятила эти строки её второму мужу — Маврикию Минцу. По воспоминаниям Анастасии, Маврикий познакомился с ней через общих знакомых, когда сестра приехала навестить Марину в Александров. Марина и Маврикий провели вместе почти весь день, и между ними возникла симпатия. Стихотворение «Мне нравится…» было написано 3 мая 1915 года и стало своеобразным поэтическим ответом на слухи и пересуды знакомых. Однако симпатия так и не переросла в любовь, так как на тот момент сестра была обручена с Маврикием.
Анастасия до самой смерти была уверена, что сестра всего лишь продемонстрировала благородство, не став вмешиваться в её отношения. Брак между Анастасией и Маврикием продлился всего два года. Маврикий Минц, которому было посвящено стихотворение «Мне нравится…», скончался в Москве 24 мая 1917 года от приступа острого аппендицита, а его вдова так больше и не вышла замуж.
В этот же день 3 мая, было написано стихотворение «Хочу у зеркала, где муть и сон туманящий». Эти работы вошли в цикл «Подруга» 1914—1916, адресованном Софии Парнок. При жизни поэтессы цикл «Подруга», включавший 17 стихотворений, не издавался. Впервые стихотворение «Мне нравится …» было опубликовано в 1965 году, в издании «Марина Цветаева. Избранные произведения».

## Структура и место в творчестве
Стихотворение состоит из трёх восьмистиший, написано 5-стопным ямбом, одним из двух самых популярных размеров русского сонета. В такой метрике написано основополагающее творение данного жанра «Я вас любил…» и известное стихотворение Ахматовой «Пусть голоса органа снова грянут …». Исследователь творчества Цветаевой Анна Саакянц назвала стихотворение парадоксальным и «антилюбовным». Пример раннего «салонного» творчества Цветаевой, по мнению Бориса Парамонова.
Для Цветаевой её жизнь, биография были неотделимы от творчества. «Мои стихи — дневник, моя поэзия — поэзия собственных имен» писала поэтесса. Как комментировал Бродский: «Цветаева-поэт была тождественна Цветаевой-человеку; между словом и делом, между искусством и существованием для неё не стояло ни запятой, ни даже тире: Цветаева ставила там знак равенства». Вместе с читателем поэтесса ищет смысл и аргументацию прибегая к разговорному дискурсу, минимальному набору стереотипных синтаксических единиц языка. В качестве литературного приёма Цветаева использовала анафору и параллелизм. Риторические фигуры повторяясь по тексту усиливают эмоциональность текста и приближают текст стихотворения к песенной форме.
Цветаева была сторонницей пушкинской точки зрения на любовь. Также как и у Пушкина, в стихотворении описывается, что любовь и её отрицание происходит в нескольких временных линиях. При этом настоящее время событий — время отрицания любви. Автор стихотворения избирает парадоксальный подход спора с собой, опровержения самой себя. В строках очень часто встречается частица «не» или отрицание построенное модальными средствами. Наречие «никогда» используется, когда автор обращается к будущему времени. Такой подход, когда поэтический дискурс строится частицами или иными служебными частями речи и то, как поэтесса манипулирует отрицанием, характерен для творчества Цветаевой.

Мне нравится, что Вы больны не мной, мне нравится, что я больна не Вами,

Что никогда тяжёлый шар земной не уплывёт под нашими ногами.

Мне нравится, что можно быть смешной — распущенной, и не играть словами,

И не краснеть удушливой волной, слегка соприкоснувшись рукавами.

Существенная часть контекста произведения во фразе «солнце не у нас над головами». После длинного ряда отрицаний лирический герой стихотворения прибегает к символу солнца в зените. Светило играет важную роль в творчестве Цветаевой и часто встречалось в текстах. С одной стороны, стереотипный символ могущества, счастья. С другой, символ сакральной и разрушительной силы, способной сжечь и уничтожить. Переходя от отрицания, к саморазоблачению, автор заканчивает иронией, почти анекдотическим, пуантом: «больны увы не мной» .

## Романс
Начиная работу над фильмом «Ирония судьбы, или С лёгким паром!» Эльдар Рязанов договорился с Микаэлом Таривердиевым, что для комедии песни напишет он. Для Таривердиева выбор лирики Цветаевой, Пастернака, Ахмадулиной показался необычным. Как правило, для новогоднего развлекательного фильма ориентировались на современных песенных поэтов. Хотя Цветаева и не была опальным или запрещённым автором, но отношение официальных властей было к ней прохладным. Поэзию авторов, подобранных Рязановым, Микаэл считал неподходящей, некуплетной, со сложным интонационным рядом. Тем не менее Таривердиев полностью отдался задаче и написал для фильма 7 оригинальных песен и использовал одну уже известную. Две песни были на стихи Цветаевой. Сразу после премьерного показа композитор услышал на улице «народное» исполнение песни случайной компании «Мне нравится …» и понял, что картина успешна.

До постановки ленты не существовало буквально ни одного человека, который не указывал бы мне на неуместность этих грустных и сложных стихов в лёгкой, где-то анекдотической, комедийной ткани сценария. Но я-то знал, что хочу сделать картину, где переходы от весёлого к печальному, от грустного к смешному будут её особенностью.
— Эльдар Рязанов
В картине Рязанова песня звучит в исполнении Аллы Пугачёвой. Также известность получило исполнение дуэта Галины Бесединой и Сергея Тараненко, в котором звучат первое и третье восьмистишия и половина второго восьмистишия.